# 長谷川重成
長谷川 重成 （はせがわ しげなり）は、戦国時代から江戸時代初期にかけての武将。

## 略歴
長谷川重矩（越中守）の次男として生まれる。はじめは斎藤龍興に仕えていたが、後に織田信長に仕えた。天正3年（1575年）6月11日、旧領の美濃長森の二百貫文の地が兼松正吉に与えられているが、没収されたのか、移封なのかは明らかになっていない。後に羽柴秀吉の家臣となり、1,500石を与えられ黄母衣衆に列した。
その後、九州征伐に従軍、文禄元年（1592年）の朝鮮の役では肥前名護屋城に駐屯し、本丸の警備にあたった。慶長5年（1600年）の会津征伐では徳川家康に従軍、関ヶ原の戦いでは主力戦に参加し、戦後は徳川家に仕えた。
慶長8年（1603年）6月18日、死去。